# Farrmheall
Der Farrmheall ist ein 521 Meter hoher Berg in der Council Area Highland beziehungsweise der traditionellen Grafschaft Sutherland in den schottischen Northwest Highlands. Er liegt im Parph des Rhiconich-Terrans.

## Etymologie
Der Name des Berges Farrmheall setzt sich zusammen aus den beiden Schottisch-Gälischen Substantiven fàrr und mheall bzw. meall. Farr ist eine Ortschaft an der Nordküste von Sutherland, deren Ortsname sich wahrscheinlich vom Schottisch-Gälischen Foire herleitet. Foire hat die Bedeutung „Wache“ oder „Wachposten“. Das Substantiv meall bezeichnet einen „Klumpen, Hügel“ oder eine „Anhöhe“. Der Farrmheall ist somit ein idealer Aussichtsberg, der in die strategisch bedeutende Talung vom Kyle of Durness bis nach Rhiconich einsehen konnte. Es wird aber auch eine Herleitung von Farrmheall aus dem Norwegischen diskutiert. 

## Geographie
Nächster bedeutender Ort am Farrmheall ist Durness, das etwa 13,5 Kilometer weiter nordöstlich liegt. Nach Rhiconich im Südwesten sind es 8,3 Kilometer (Luftlinie).
Der Berg hat folgende Erhebungen in seiner Nachbarschaft: den Meall na Moine (316 Meter) 2,4 Kilometer im Südwesten, den An Socach (362 Meter) 5,0 Kilometer im Westen, den An Grianan (467 Meter) 5,9 Kilometer im Nordwesten, den Creag Riabhach (485 Meter) 5,9 Kilometer im Nordnordwesten, den Beinn Dearg (423 Meter) 7,6 Kilometer im Nordnordwesten, den Fashven (460 Meter) 8,6 Kilometer im Norden, den Ghlas-bheinn (333 Meter) 3,6 Kilometer im Nordnordosten, den Beinn Spionnaidh (773 Meter) 5,8 Kilometer im Ostsüdosten, den Cranstackie (801 Meter) 5,4 Kilometer im Südosten und den Foinaven (911 Meter) 8,3 Kilometer im Süden.
Der Farrmheall bildet einen kleinen, stark abgerundeten, rechteckigen Bergstock, der etwas in die Nordostrichtung ausgelängt ist. Der Bergstock ist in Nordwestrichtung knapp 4 Kilometer breit und in Nordostrichtung 5 Kilometer lang. Seine Nordostflanke fällt etwas flacher ab und wird durch einen nach Nordosten fließenden Bach zweigeteilt.
Auf seinem 460 Meter hohen nordwestlichen Vorgipfel steht jetzt ein Rundfunk-Sendemast. Ein weiterer Sendemast befindet sich auf dem Meall na Moine.

### Verkehrsanbindung
Der Farrmheall liegt 2,3 Kilometer nordnordöstlich von Gualin House unmittelbar nordwestlich der A838 von Durness nach Rhiconich.

## Zugang

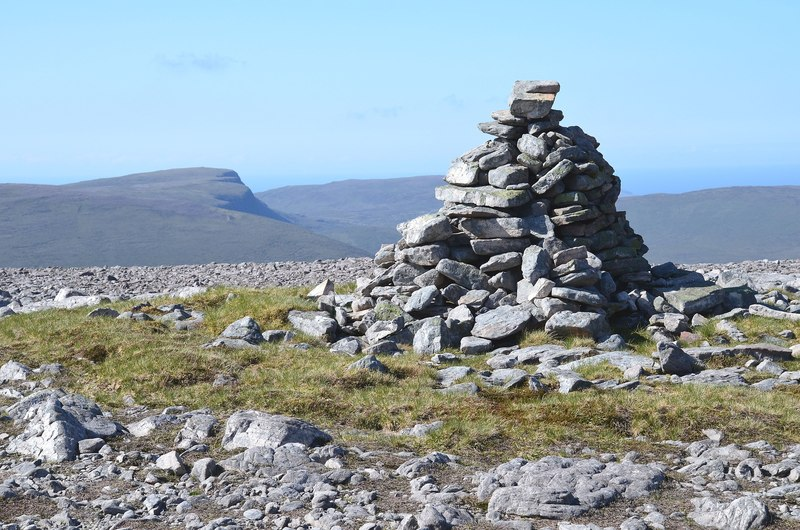
Gipfelcairn des Farrmhealls mit Blick nach Nordnordwest zum Creag Riabhach

Der Anstieg zum Farrmheall erfolgt gewöhnlich von Gualin House beziehungsweise von der A838 kurz vor Carbreck. Über die Südseite des Berges geht es unschwer zum abgerundeten Gipfelplateau hinauf. Hier steht ein Cairn, der aber nicht direkt den topographisch höchsten Punkt markiert. Das Panorama wird durch das Gipfelplateau ziemlich eingeschränkt, bessere Ausblicke auf die bereits angeführten Berge und den Kyle of Durness sind von etwas unterhalb zu gewinnen. Bei klarer Sicht lassen sich sogar Lewis und die Orkney Islands erkennen.
Der Rückweg folgt derselben Route. Dieser Anstieg überwindet auf einer Distanz von 2,25 Kilometer 335 Höhenmeter in einer guten Stunde Gehzeit.
Oft wird die Besteigung des Farrmhealls mit der Begehung des Ghlas-bheinns gekoppelt, auch hier ist der Startpunkt die A838 bei Carbreck. Als Verbindung zwischen den beiden Gipfeln wird hierbei der Nordostgrat des Farrmhealls gewählt.

## Hydrographie
Am Farrmheall finden sich außer ein paar „lochans“ keine nennenswerten Seen, es entspringen aber mehrere Bäche am Bergstock. So beispielsweise der Grudie River an seiner Nordwestflanke. Auch der am An Socach entstehende Abhainn an T-Srathain berührt seine Westseite. Der Abhainn an T-Srathain fließt nach Nordwesten durch das Strath Shinary zum Sandwood Loch und weiter zum Atlantik (Sandwood Bay). Ferner entsteht an der Südflanke des Farrmhealls der Allt na Gualainne, der nach gut 5 Kilometer linksseitig in den Srath Dionard (River Dionard) mündet. Die Ostflanke des Berges wird von zahlreichen kleinen Wasserläufen entwässert, die sich im Allt an Dearg sammeln, welcher ebenfalls linksseitig in den Srath Dionard übergeht.

## Geologie

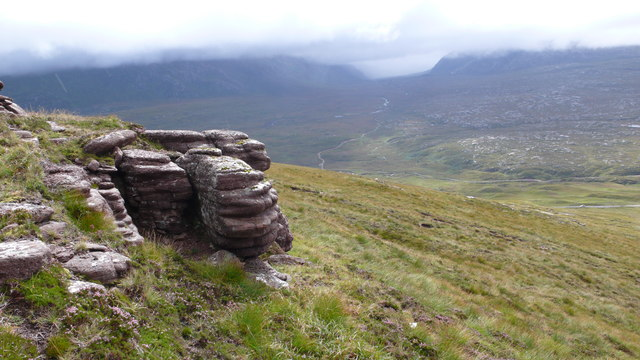
Anstehender Sandstein der Applecross-Formation entlang der Aufstiegsroute, im Hintergrund Srath Dionard mit Cranstackie (links) und Foinaven (rechts) in Wolken

Der Farrmheall befindet sich am Südostrand des Rhiconich-Terrans, das – aus polymetamorphem Grundgebirge bestehend – aus den Gneisen des Lewisians aufgebaut wird. 
Darüber legen sich am Fuße des Bergstocks siliziklastische Sedimente der Applecross-Formation, welche der Torridon Group angehören. Genauer handelt es sich hier um das Cape-Wrath-Member der Applecross-Formation. Vorhanden sind die Faziesassoziationen FA2, FA3 und FA4.
Die Sedimente der Applecross-Formation – vorwiegend rotgefärbte Konglomerate sowie arkosische und geröllhaltige  Sandsteine – streichen mehr oder weniger Nordost und fallen flach (mit 8 bis 22°) nach Südosten ein. Im Südwesten des Berges dreht sich die Streichrichtung unter vergleichbaren Einfallswinkeln nach Ostsüdost. Frühdiagenesealter der Formation bewegen sich zwischen 994±48 und 977±39 Millionen Jahren, die Formation wurde somit spätestens gegen 980 Millionen Jahren zu Beginn des Toniums abgesetzt.
Die FA2 wird zwischen 100 und 150 Meter mächtig. Ihre tafelförmigen, geröllhaltigen Konglomeratbänke sind bis zu 2,50 Meter dick. Die roten Arkosesandsteine sind schräggeschichtet. Die FA2 ist zyklisch aufgebaut, wobei die Korngrößen ins Hangende zunehmen. Die FA3 zeigt eine Mächtigkeit von 90 Meter. Im Unterschied zur FA2 sind ihre Konglomeratbänke unter einem Meter stark. Auch sie ist zyklisch aufgebaut, nur sind ihre Zyklen symmetrisch angelegt. Die FA4 ist zwischen 90 und 120 Meter mächtig. Ihre roten und grauen Arkosesandsteine sind schräggeschichtet und enthalten Geröllbänder. In ihrem Hangenden erscheint eine graue Streifung, die noch vor der Kluftbildung angelegt worden war.
Das Cape-Wrath-Member wird sodann im Gipfelbereich des Farrmhealls von Quarzareniten des Basal Quarzite Members der Eriboll-Formation transgrediert. Da das Hangende nicht aufgeschlossen ist, kann über die Mächtigkeit keine Aussage gemacht werden.
Den Berg durchziehen drei bedeutende Nordost-streichende Störungen, wobei die beiden östlichen entlang der A838 und etwas darunter einen Halbgrabenzwickel bildeten, welcher mit dem Basal Quarzite Member verfüllt ist. Weiter östlich erscheint sodann Lewisian. Die nordwestliche Störung verlängert in etwa die einschneidende Talung der Nordostflanke. Eine Südost-streichende Störung verläuft im Talboden des Allt na Gualainne zwischen Meall na Moine und Farrmheall und wird dann von der großen Halbgrabenstörung abgeschnitten. Es handelt sich hier um reine Abschiebungen – nach Südost und Nordwest im schmalen Halbgraben, nach Nordwest entlang der Nordwestflanke und nach Nordost im Tal des Allt na Gualainne.

## Kaltzeit

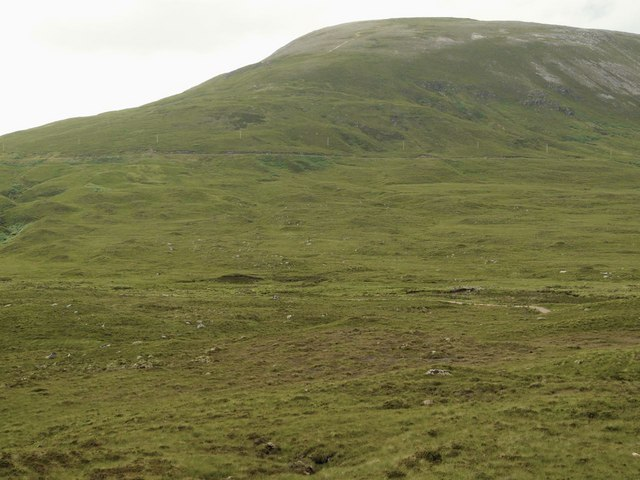
Blick aus dem Srath Dionard über die A383 road hinweg zur Südostseite des Farrmhealls

In der letzten Kaltzeit (im Englischen Late Devensian mit Höhepunkt vor 22.000 Jahren) war der Farrmheall von Eismassen umgeben. Diese lagen beispielsweise am benachbarten Beinn Spionnaidh auf mindestens 550 Meter Höhe. Am Farrmheall war diese Grenze aber bereits einiges niedriger, und zwar befand sie sich bei 480 Meter. Der Berg ragte daher als kleiner Nunatak rund 40 Meter aus der Eisdecke.
Gletscherschliffe und Gletscherschrammen bestätigen am Farrmheall die Anwesenheit des Eises. Im Tal zwischen Farrmheall und Meall an Moine steht Lewisian an, das aber weitgehend von Geschiebemergel verdeckt wird. An Schliffen konnte aber dennoch die Strömungsrichtung des Eises hier mit Nordwest (N 315) – unter leichten Abweichungen – eingemessen werden. Die Eismassen zogen somit durch das Strath Shinary in Richtung Atlantik, um schließlich im Minch-Paläoeisstrom aufzugehen.